# Josep Maria Corredor i Pomés
Josep Maria Corredor i Pomés (Gerona, España, 3 de junio de 1912 – Perpiñán, Francia, 29 de septiembre de 1981) fue un escritor, maestro, activista cultural y traductor español.

## Biografía
Nacido el 3 de junio en Gerona, era el menor de los tres hijos del matrimonio formado por Manuel Corredor i Serafina Pomés. Durante la segunda república, forma parte de los círculos intelectuales, progresistas y catalanistas de su ciudad y empieza a escribir en la prensa local. Después de estudiar para maestro en la Escola Normal de Gerona, se traslada primero a Madrid y después a Barcelona para cursar estudios de filosofía. Con el alzamiento militar del 1936 interrumpe sus estudios y es llamado a filas. Tras la derrota republicana, Corredor se exilia a Francia. En la Universidad de Montpellier retoma y acaba sus estudios. Al fin de la Segunda Guerra Mundial se instala en Perpiñán donde se casa, tiene una hija, empieza una prolífica carrera como activista cultural y se relaciona con las principales figuras del exilio catalán: Pompeu Fabra, Antoni Rovira i Virgili y Pau Casals de quien acabará siendo secretario personal. Fruto de su relación con el violoncelista en 1955 aparece el libro Conversations avec Pablo Casals: souvenirs et opinions d'un musicien. El libro fue un éxito y tuvo ediciones en distintos países. Josep M. Corredor fue también el impulsor de una campaña internacional para levantar en Colliure una tumba para el poeta Antonio Machado. En los años 60, Corredor, reanuda desde el exilio su actividad en la prensa catalana y cuando muere el dictador Francisco Franco vuelve a residir en Gerona. Pero la transición española le decepciona, se siente fuera de lugar. El 29 de setiembre de 1981 se quita la vida en Perpiñán.

## Obra
- Joan Maragall. Un esprit méditerranéen (1951)[1][2]
- Conversations avec Pablo Casals (1954)[1][2]
- Joan Maragall (1960). Biografía. Premi Aedos 1960.[1][2]
- El món actual i el nostre país (1961)[1][2]
- Casals, biografia il·lustrada (1967).[1]
- De casa i d'Europa (1971).[1][2]
- Assaigs i comentaris (1972).[2]
- Homes i situacions (1976)[1][2]